# Explotação de recursos naturais

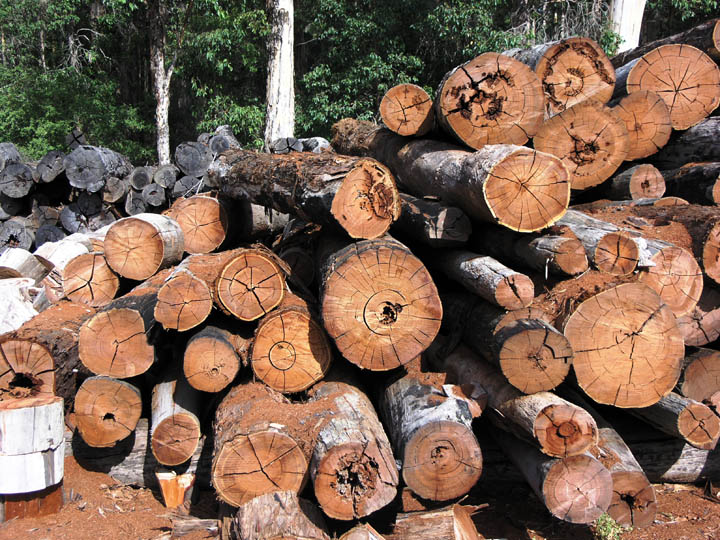
Explotação florestal

Para as geociências, a explotação, ou exploração em português de Portugal,  é um termo técnico usado para referir a retirada, extração ou obtenção de recursos naturais, geralmente não renováveis, para fins de aproveitamento econômico, pelo seu beneficiamento, transformação e utilização.
Este termo se contrapõe à exploração, que se refere à fase de prospecção e pesquisa dos recursos naturais. A exploração visa a descoberta, delimitação e definição de tipologia e teores e qualidade da ocorrência do recurso.

## Exemplos
A explotação de recursos naturais sem sustentabilidade pode acarretar em um agravamento de problemas ambientais como:
- Desflorestação
- Sobrepesca
- Sobrepastoreio
- Eutrofização
- Monocultura
- Sobrexplotação de aquíferos

Sobre-explotação (ou superexplotação) é entendido como uma explotação excessiva, não-sustentável, em relação a uma explotação julgada ser o máximo possível sobre a base de um critério definido e, assim, trazendo consequências negativas que, cedo ou tarde, serão prejudiciais aos próprios operadores ou a terceiros. Esses critérios podem ser físico/quantitativo, qualitativo, econômico, social ou ambiental.
Do ponto de vista jurídico já existe definição legal para sobrexplotação de aquíferos, principalmente na Espanha, o que implica diretamente sobre políticas de gestão.